# 豊後高田市
豊後高田市（ぶんごたかだし）は、大分県の北東部にある国東半島の西側に位置する市。北は周防灘に面しており、西は宇佐市、東は国東市、南は杵築市と接している。

## 地理

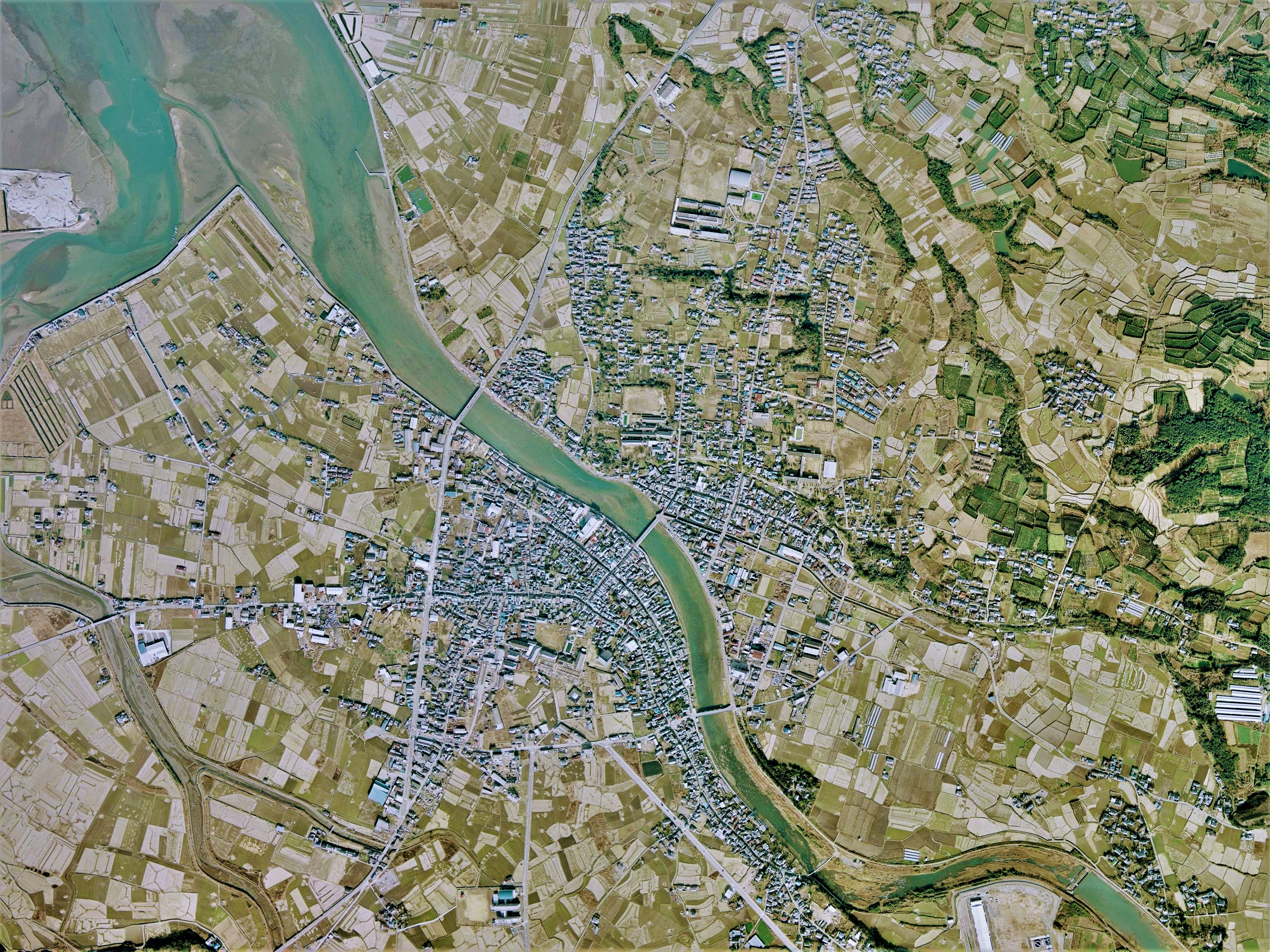
豊後高田市中心部周辺の空中写真。
1975年1月21日撮影の2枚を合成作成。。

中心市街地は二級河川の桂川に沿って平野部に広がる高田地区に広がり、かつては海運と商業の街として繁栄した。その北側の玉津地区には高田城跡にも利用された丘陵地があり、江戸時代以降居住区が拓かれた。
中津市から車で約30分、大分市から車で約1時間ほどの位置にあり、旧豊前国と豊後国の境界にあり、水崎は豊前国にあたり境界標がある。豊後高田及び宇佐市一帯を二豊というエリアで表すことがある。
大分県北部に位置することから、生活面、文化面等で中津市・宇佐市との関係が深い。経済的に中津市を中心とする小規模経済圏の中津都市圏に属する。

### 地形
国東半島の中心にある両子山の火山活動により、放射状に河川と谷が伸びる。半島の中心に近づくと角礫凝灰岩質の差別侵食を受けた不規則な山容が広がる。メサ状の屋山、猪群山などもあるが、岩場が露出する天念寺耶馬や中山仙境などもある。海岸沿いまで舌状に伸びた尾根は、波による侵食を受けて、海蝕洞穴を形成している（長崎鼻など）。東九州としては珍しく、海を西側に望む地形をしている。干潟の現れる入江が多く、渡り鳥の逗留地となっている他、夕陽観賞の名所である真玉海岸も有名である。
- 山: 西叡山、屋山、猪群山、中山仙境、応利山
- 河川: 桂川、真玉川、竹田川

### 気候
| 豊後高田（1991年 - 2020年）の気候  | 豊後高田（1991年 - 2020年）の気候 | 豊後高田（1991年 - 2020年）の気候 | 豊後高田（1991年 - 2020年）の気候 | 豊後高田（1991年 - 2020年）の気候 | 豊後高田（1991年 - 2020年）の気候 | 豊後高田（1991年 - 2020年）の気候 | 豊後高田（1991年 - 2020年）の気候 | 豊後高田（1991年 - 2020年）の気候 | 豊後高田（1991年 - 2020年）の気候 | 豊後高田（1991年 - 2020年）の気候 | 豊後高田（1991年 - 2020年）の気候 | 豊後高田（1991年 - 2020年）の気候 | 豊後高田（1991年 - 2020年）の気候 |
| 月                                 | 1月                               | 2月                               | 3月                               | 4月                               | 5月                               | 6月                               | 7月                               | 8月                               | 9月                               | 10月                              | 11月                              | 12月                              | 年                                |
| ---------------------------------- | --------------------------------- | --------------------------------- | --------------------------------- | --------------------------------- | --------------------------------- | --------------------------------- | --------------------------------- | --------------------------------- | --------------------------------- | --------------------------------- | --------------------------------- | --------------------------------- | --------------------------------- |
| 最高気温記録 °C （°F）             | 19.6 (67.3)                       | 24.5 (76.1)                       | 27.2 (81)                         | 29.7 (85.5)                       | 32.2 (90)                         | 35.6 (96.1)                       | 37.4 (99.3)                       | 37.7 (99.9)                       | 35.9 (96.6)                       | 32.4 (90.3)                       | 27.9 (82.2)                       | 26.3 (79.3)                       | 37.7 (99.9)                       |
| 平均最高気温 °C （°F）             | 9.3 (48.7)                        | 10.3 (50.5)                       | 13.8 (56.8)                       | 19.1 (66.4)                       | 23.8 (74.8)                       | 26.8 (80.2)                       | 30.8 (87.4)                       | 32.0 (89.6)                       | 28.0 (82.4)                       | 22.9 (73.2)                       | 17.4 (63.3)                       | 11.8 (53.2)                       | 20.6 (69.1)                       |
| 日平均気温 °C （°F）               | 5.3 (41.5)                        | 6.0 (42.8)                        | 9.1 (48.4)                        | 13.9 (57)                         | 18.6 (65.5)                       | 22.3 (72.1)                       | 26.3 (79.3)                       | 27.3 (81.1)                       | 23.6 (74.5)                       | 18.2 (64.8)                       | 12.8 (55)                         | 7.6 (45.7)                        | 15.9 (60.6)                       |
| 平均最低気温 °C （°F）             | 1.1 (34)                          | 1.6 (34.9)                        | 4.2 (39.6)                        | 8.7 (47.7)                        | 13.7 (56.7)                       | 18.7 (65.7)                       | 22.9 (73.2)                       | 23.6 (74.5)                       | 19.9 (67.8)                       | 13.8 (56.8)                       | 8.2 (46.8)                        | 3.2 (37.8)                        | 11.7 (53.1)                       |
| 最低気温記録 °C （°F）             | −5.5 (22.1)                       | −6.9 (19.6)                       | −4.6 (23.7)                       | −0.5 (31.1)                       | 4.4 (39.9)                        | 10.0 (50)                         | 15.2 (59.4)                       | 17.1 (62.8)                       | 8.2 (46.8)                        | 3.1 (37.6)                        | −0.7 (30.7)                       | −4.2 (24.4)                       | −6.9 (19.6)                       |
| 降水量 mm （inch）                 | 47.8 (1.882)                      | 61.9 (2.437)                      | 93.3 (3.673)                      | 103.8 (4.087)                     | 119.2 (4.693)                     | 260.8 (10.268)                    | 251.4 (9.898)                     | 132.7 (5.224)                     | 169.3 (6.665)                     | 94.6 (3.724)                      | 63.8 (2.512)                      | 49.3 (1.941)                      | 1,457.4 (57.378)                  |
| 平均降水日数 （≥1.0 mm）           | 6.6                               | 8.0                               | 9.9                               | 9.8                               | 8.9                               | 13.0                              | 11.2                              | 8.9                               | 9.8                               | 6.4                               | 7.7                               | 6.8                               | 106.9                             |
| 平均月間日照時間                   | 138.7                             | 143.8                             | 177.9                             | 201.2                             | 212.9                             | 149.4                             | 194.9                             | 225.0                             | 166.9                             | 175.0                             | 147.1                             | 132.8                             | 2,059.6                           |
| 出典1：Japan Meteorological Agency |                                   |                                   |                                   |                                   |                                   |                                   |                                   |                                   |                                   |                                   |                                   |                                   |                                   |
| 出典2：気象庁                      |                                   |                                   |                                   |                                   |                                   |                                   |                                   |                                   |                                   |                                   |                                   |                                   |                                   |

### 隣接している市町村
- 宇佐市
- 杵築市
- 国東市

## 地名
旧豊後高田市
市が誕生してからも基本的には以前からの大字を用いている。ただし、平成に入ったころ(推定。詳細は不明)に2町が新設されている。斜体は平成の大合併で大字名が変更された地区である（田染地区）。
- 高田（旧高田町）
- 新栄（旧玉津村）
- 玉津（旧玉津村）
- 鼎（旧美和村）
- 払田（旧美和村）
- 美和（旧美和村）
- 来縄（旧来縄村）
- 界（旧来縄村）
- 小田原（旧河内村）
- 佐野（旧河内村）
- 森（旧河内村）
- 荒尾（旧西都甲村）
- 大力（旧西都甲村）
- 築地（旧西都甲村）
- 長岩屋（旧西都甲村）
- 松行（旧西都甲村）
- 草地（旧草地村）
- 一畑（旧東都甲村）
- 梅木（旧東都甲村）
- 加礼川（旧東都甲村）
- 新城（旧東都甲村）
- 呉崎（旧呉崎村）
- 相原（旧田染村）
- 池部（旧田染村）
- 上野（旧田染村）
- 平野（旧田染村）
- 蕗（旧田染村）
- 真中（旧田染村）
- 嶺崎（旧田染村）
- 水崎（旧封戸村）
- かなえ台（鼎より独立。）
- 御玉(高田・玉津より独立。）

以下は平成の大合併で大字高田の一部に町名設置が行われた地域である。（旧町名復活運動）。
- 今町
- 鍛治屋町
- 金谷町
- 是永町
- 新地
- 新町
- 中央通
- 浜町
- 本町
- 水取

また、平成の大合併では、田染地区では地名の頭に「田染」を冠するようになり、一部の大字が変更された。
- 田染相原
- 田染池部
- 田染上野
- 田染小崎（合併前は嶺崎）
- 田染平野
- 田染蕗
- 田染真木（合併前は真中）
- 田染真中
- 田染横嶺（合併前は嶺崎）

2015年、住宅団地造成により、以下の町が発足した。
- 城台(玉津より分立)[3]

旧真玉町
大字がそのまま豊後高田市に引き継がれた。ただし、大字のない区域に中真玉という大字が設置された。
- 中真玉（旧真玉村。豊後高田市として合併するまで大字なしの区域であった。）
- 大平（旧真玉村）
- 西真玉（旧真玉村）
- 臼野(旧臼野村、真玉村として合併時に東真玉から改称）
- 大岩屋（旧上真玉村）
- 黒土（旧上真玉村）
- 城前（旧上真玉村）

旧香々地町
大字がそのまま豊後高田市に引き継がれた。
- 香々地
- 見目
- 夷（旧三重村）
- 上香々地（旧三重村）
- 堅来（旧三浦村）
- 小畑（旧三浦村）
- 羽根（旧三浦村）

## 歴史

### 古代
- 718年（養老2年）宇佐八幡神の応現とされる仁聞が六郷満山を開く（この年代は伝説的なものであるが、奈良から平安時代にかけて国東半島に寺院群が形成された）。
- 奈良時代末ごろ、森地区に宇佐弥勒寺の覚満が薬恩寺が創建する。隣接の佐野地区のカワラガマ遺跡から、薬恩寺のものと見られる瓦が出土している。
- 11世紀後期 内陸部の田染地区に宇佐神宮の最も重要な荘園のひとつと評価される田染荘や来縄郷が開かれる。
- 11世紀 同じく宇佐宮神宮寺の弥勒寺の荘園として都甲荘、草地荘、真玉荘、臼野荘、香々地荘が立荘される。
- 平安後期 六郷満山文化が栄え、大分最古の磨崖仏である熊野磨崖仏、国東半島の自然神を不動明王に見立てた太郎天、真木大堂に現存する巨大な仏像群などが作られた。
- 平安末期 現存する九州最古の木造建築物である富貴寺大堂が建立される。

### 中世
- 1196年（建久7年） 高田重定により高田城が築かれたとされる。
- 中世の頃は、長安寺が六郷満山の中心となって、疫病・元寇の際に祈祷を行っている。国東半島の荘園に基盤を持つ、都甲氏や真玉氏などが戦場で活躍する。
- 南北朝時代には、宇佐神宮への御供米を供出するため、御玉・水取一帯に小野荘が開かれた。
- 15世紀頃から大友一門の吉弘氏が都甲地区を中心に土着（居城として屋山城が知られる）。戦国時代には吉弘鑑理、吉弘鎮信、高橋紹運、吉弘統幸、立花宗茂らを輩出する。
- 1579年（天正7年）田原親貫の乱の際に、佐野鞍懸城が主な戦場の一つとなる。

### 近世
- 1600年（慶長5年）別府で挙兵した大友吉統に吉弘統幸が呼応し、石垣原の戦いで細川・黒田軍と戦って討ち死にする。この際、高田城主の竹中重利は西軍の立花宗茂に兵を供出していたが、黒田官兵衛が城に近づいた際に東軍についた。
- 1632年（寛永9年）能見松平家の松平重直が豊前国竜王（大分県宇佐市安心院町）に入封し竜王藩が成立。
- 1639年（寛永16年） 能見松平家が居城を高田に移し高田藩と称する。
- 1645年（正保2年） 能見松平家が木付藩に転封となり、高田藩は廃藩となる。
- 1669年（寛文9年）深溝松平家の島原藩の飛び地となり、島原領豊州陣屋が築かれる。
- 1712年（正徳2年）三河国吉田藩の牧野氏が延岡藩に転封となり、国東郡の一部として真玉町域・香々地町域などを編入する。
- 1762年（宝暦12年）大分でも最初の干拓事業である真玉透留新田の干拓が行われる。
- 1826年（文政9年）には、日田の代官塩谷大四郎の命により、広瀬久兵衛が中心となって呉崎新田を干拓した（完成は3年後の1829年）。

### 近現代
- 1889年（明治22年）4月1日 町村制施行により、現在の市域にあたる以下の町村が発足。
  - 高田町・玉津町・来縄村・美和村・河内村・東都甲村・西都甲村・草地村・呉崎村・田染村・西真玉村・中真玉村・上真玉村・臼野村・岬村・三浦村・三重村
- 1907年（明治40年）4月1日 高田町・玉津町・来縄村・美和村が対等合併し、新町制による高田町となる。
- 1919年（大正8年）1月1日 岬村が町制施行し、香々地町となる。
- 1941年（昭和16年）
  - 4月1日 西真玉村・中真玉村が対等合併し、真玉村が発足。
  - 10月1日 前日より続いた豪雨により、三畑ダムが崩壊し、町部を含めた大きな災害が発生。長岩屋地区では、天念寺本堂・護摩堂が流されたり、流された児童を助けるため桑野訓導が命を失ったなどの話が伝わる。
- 1951年（昭和26年）4月1日 高田町・河内村・東都甲村・西都甲村・草地村が対等合併し、新町制による高田町となる。
- 1954年（昭和29年）
  - 3月31日
    - 呉崎村を高田町に編入。
    - 真玉村・上真玉村・臼野村が合併し、真玉村が発足。

  - 5月10日 高田町が名称変更し、豊後高田町となる。
  - 5月31日 田染村を豊後高田町に編入。同時に豊後高田町が市制施行し、豊後高田市となる。
  - 8月31日 香々地町・三浦村・三重村が対等合併し、香々地町が発足。
- 1955年（昭和30年）
  - 1月1日 真玉村が町制施行し、真玉町となる。
  - 3月31日 封戸村の水崎地区を豊後高田市に編入（封戸村の他地域は宇佐町・北馬城村と対等合併して宇佐町となる）。
- 2005年（平成17年）3月31日 豊後高田市（初代）・真玉町・香々地町が対等合併し、新市制による（2代目）豊後高田市が発足。

## 市政
国東半島の西側に位置し、昭和時代までは海運の要衝として商業が発達していた。当時の町並み・遺産昭和の町を活用した商店街活性化政策が著名。
また、移住者に対する細やかな施策から、移住の町として知られ、新宝島社の住みたい田舎ベストランキングの上位常連である。

### 歴代市長
| 代             | 氏名       | 就任年月日    | 退任年月日    |
| -------------- | ---------- | ------------- | ------------- |
| 市長職務執行者 | 安永信義   | 2005年3月31日 | 2005年4月24日 |
| 初-3代         | 永松博文   | 2005年4月24日 | 2017年4月23日 |
| 4,5代          | 佐々木敏夫 | 2017年4月24日 | 現職          |

### 市議会
- 定数：16人

会派構成
| 会派名     | 人数 |
| ---------- | ---- |
| 豊友クラブ | 3    |
| 新政会     | 2    |
| 新友会     | 2    |
| 豊翔会     | 2    |
| 豊山会     | 2    |
| 無所属     | 5    |

（無所属には日本共産党所属の市議1名を含む。）

### 市役所
- 高田庁舎（旧豊後高田市役所・議会設置庁舎）
- 真玉庁舎（旧真玉町役場）
- 香々地庁舎（旧香々地町役場）

## 国政・県政

### 国政
衆議院小選挙区選挙では、大分3区に属する。直近の第49回衆議院議員総選挙（2021年10月）での選出議員は以下のとおり。
- 岩屋毅（自由民主党）

### 県政
大分県議会議員選挙では、本市でひとつの選挙区をなす。定数は1人。直近の大分県議会議員選挙（2023年4月）での選出議員は以下のとおり。
- 佐藤之則（無所属の会）

## 公共機関

### 県の行政機関
- 北部振興局豊後高田事務所
- 北部保健所豊後高田保健部
- 豊後高田土木事務所
- 豊後高田警察署

### 司法機関
- 豊後高田簡易裁判所
- 大分家庭裁判所豊後高田出張所

## 経済

### 産業
- 主な産業
- 産業人口

### 豊後高田市に本社を置く主要企業
- ヤクルトヘルスフーズ
- 佐々木食品工業
- チアエンタープライズ
- 株式会社菅組
- 西日本土木株式会社

### 大分北部中核工業団地に進出した主要企業
- TRI九州　-　住友理工のグループ会社、自動車用防振ゴム、ホースの製造・販売
- TRI大分AE　-　住友理工のグループ会社、精密機器用合成樹脂製品の製造・販売
- 東プラスチック・エンジニアリング　-　プラスチック射出成形品、射出成形用金型の製造・販売
- 北田金属工業所　-　大型プレス加工、アーク溶接・スポット溶接
- キャム　-　精密エンジニアリングプラスチックス金型及び成形品の製造・販売
- ヒロテック　-　自動車部品の設計製作
- 浅野歯車九州　-　歯車および歯車装置の設計・製造
- 東陽九州　-　自動車部品の製造・販売

### 特産品
- 蕎麦（春そばの作付面積は西日本トップ）
- ネギ（西日本トップの生産量）
- 落花生（西日本屈指の生産量、品種も多い）
- ホオズキ（国内トップクラスの出荷量）
- 岬ガザミ（ブランド化したワタリガニ）
- ひまわりオイル（長崎鼻で20万本のひまわりを栽培）
- 豊後合鴨
- 豊後牛（米仕上牛）

## 姉妹都市・提携都市

### 国内
- 島原市（長崎県）
  - 1969年4月25日 兄弟都市提携

## 地域

### 人口
| |                                            |  |
| 豊後高田市と全国の年齢別人口分布（2005年） | 豊後高田市の年齢・男女別人口分布（2005年） |  |
| ■紫色 ― 豊後高田市 ■緑色 ― 日本全国 | ■青色 ― 男性 ■赤色 ― 女性                  |  |
| 豊後高田市（に相当する地域）の人口の推移 \| 1970年（昭和45年） \| 33,561人 \| \| \| 1975年（昭和50年） \| 31,527人 \| \| \| 1980年（昭和55年） \| 30,705人 \| \| \| 1985年（昭和60年） \| 29,812人 \| \| \| 1990年（平成2年） \| 28,798人 \| \| \| 1995年（平成7年） \| 27,337人 \| \| \| 2000年（平成12年） \| 26,206人 \| \| \| 2005年（平成17年） \| 25,114人 \| \| \| 2010年（平成22年） \| 23,906人 \| \| \| 2015年（平成27年） \| 22,853人 \| \| \| 2020年（令和2年） \| 22,112人 \| \| |                                            |  |
| 総務省統計局 国勢調査より |                                            |  |
| 1970年（昭和45年） | 33,561人                                   |  |
| 1975年（昭和50年） | 31,527人                                   |  |
| 1980年（昭和55年） | 30,705人                                   |  |
| 1985年（昭和60年） | 29,812人                                   |  |
| 1990年（平成2年） | 28,798人                                   |  |
| 1995年（平成7年） | 27,337人                                   |  |
| 2000年（平成12年） | 26,206人                                   |  |
| 2005年（平成17年） | 25,114人                                   |  |
| 2010年（平成22年） | 23,906人                                   |  |
| 2015年（平成27年） | 22,853人                                   |  |
| 2020年（令和2年） | 22,112人                                   |  |

### 教育

#### 高等学校
- 大分県立高田高等学校

#### 小中一貫校
- 豊後高田市立戴星学園（豊後高田市立都甲中学校　豊後高田市立都甲小学校）

#### 中学校
- 豊後高田市立高田中学校
- 豊後高田市立河内中学校
- 豊後高田市立田染中学校
- 豊後高田市立真玉中学校
- 豊後高田市立香々地中学校

#### 小学校
- 豊後高田市立高田小学校
- 豊後高田市立桂陽小学校
- 豊後高田市立河内小学校
- 豊後高田市立田染小学校
- 豊後高田市立草地小学校
- 豊後高田市立呉崎小学校
- 豊後高田市立真玉小学校
- 豊後高田市立臼野小学校
- 豊後高田市立香々地小学校
- 豊後高田市立三浦小学校

#### その他の教育施設
- 香々地青少年の家
- 豊後高田市立図書館
- 学びの21世紀塾 - 2002年に設立された市営の塾。5歳から中学生を対象に、放課後や土曜日に無料で勉強を教えている。講師は市民がボランティアで務め元教諭、現役の教諭、主婦、老人クラブのメンバーなど、40人が登録している。（2010年時点）[4][5]

## 交通

### 空港
最寄の空港は大分県国東市にある大分空港。

### 鉄道路線
※市内に鉄道路線はない。かつては大分交通宇佐参宮線が通っていた。
- 最寄り駅はJR九州日豊本線 宇佐駅で、豊後高田市街地とはおよそ4Km離れている。

### バス・乗合タクシー
かつては大分交通が全路線を運行していたが、現在では大分交通の地域子会社である大交北部バスが市内と市外を結ぶ路線を運行し、市内内陸部の路線は市が各タクシー会社に委託して運行する市民乗合タクシーに転換されている。大交北部バスは市中心市街地の旧豊後高田駅跡にバス営業所を設置しており、ここにある豊後高田バス停が運行の拠点となっている。JTB時刻表にはこの豊後高田バス停が中心駅として記載されている。
- 大交北部バス - 豊後高田市と大分空港を結ぶ空港特急バス「ノースライナー」、豊後高田市中心部と宇佐市を結ぶ路線、旧真玉町・旧香々地町を経由して豊後高田市中心部と国東市旧国見町を結ぶ路線がある。「ノースライナー」は大分空港で乗降しない途中区間のみの利用も可能で、国東市旧安岐町、杵築市旧大田村、豊後高田市、宇佐市、中津市を経由する（詳細は大交北部バス#高田営業所参照）。
  - ノースライナー：大分空港 - 安岐町役場前 - 大田支所 - 田染中村 - 豊後高田 - 宇佐駅前 - 宇佐八幡 - 法鏡寺 - 飛永 - 中津駅 - 大貞車庫
  - 宇佐駅前 - 豊後高田 - 真玉 - 香々地 - 竹田津港 - 国見 - 伊美
  - 豊後高田 - 宇佐駅前 - 宇佐八幡 - 法鏡寺 - 四日市
  - 豊後高田 - 長洲 - 柳ヶ浦 - 四日市
- 市民乗合タクシー - 主に内陸部の集落と豊後高田市中心部・旧真玉町中心部・旧香々地町中心部を結んで運行する。
- まちなか乗合タクシー - 市中心市街地と、市街地からやや離れた場所にある市役所、図書館、大型商業施設などを結んで循環運行する。

### 道路
高速道路の最寄りインターチェンジは東九州自動車道宇佐IC。

#### 一般国道
- 国道213号

#### 県道
主要地方道
- 大分県道23号中津高田線
- 大分県道29号豊後高田国東線
- 大分県道31号山香国見線
- 大分県道34号豊後高田安岐線

一般県道
- 大分県道525号高田港線
- 大分県道548号地蔵峠小田原線
- 大分県道655号新城山香線

## 放送

### 電波銀座
豊後高田市は、福岡県のテレビ7局（民放5局）が受信可能なため、市内では北九州中継局（皿倉山）にアンテナを向けた家を見かける事が非常に多い。（特に､旧･真玉町や旧･香々地町の沿岸部エリアでは北九州中継局1本しかアンテナを立てていない家屋すらあり、大分局の番組を視聴出来ない世帯もある。）また、山口防府局の電波も届いており視聴可能であり、さらに天候などの条件次第では愛媛、広島のテレビ放送が受信できる事もある。FM放送でも近県の福岡県（行橋・北九州局）、山口県（防府局）、愛媛県（松山局）の3県の放送が受信可能で、AM放送では大阪のラジオ局まで受信でき、夜間は韓国等の近隣諸国や東日本の局まで受信可能なため、地元局にも混信することもある。
このため、大分の3局しかない民放局ではネットされていない番組の中継やロケが行われることがある。2006年7月31日には、テレビ西日本で視聴可能な（但し、テレビ大分でも7:55からの19分間ではあるが同時ネットされている（2025年3月31日から）。）フジテレビ系「めざましテレビ」の“めざまし体操キャラバン”が同市を訪れた。また、2004年にはTVQ九州放送で視聴可能な（但し、テレビ大分でも約1か月遅れでネットされている。）「開運!なんでも鑑定団」の出張鑑定が訪れたこともある。

### ケーブルテレビ
ケーブルテレビを通して福岡のテレビ放送を視聴する場合、特に初夏から秋にかけて混信により電波障害が発生することがある。

## 名所・旧跡・観光スポット・祭事・催事

### 観光スポット
- 昭和の町 - 昭和30年代の町並みを再現した地区

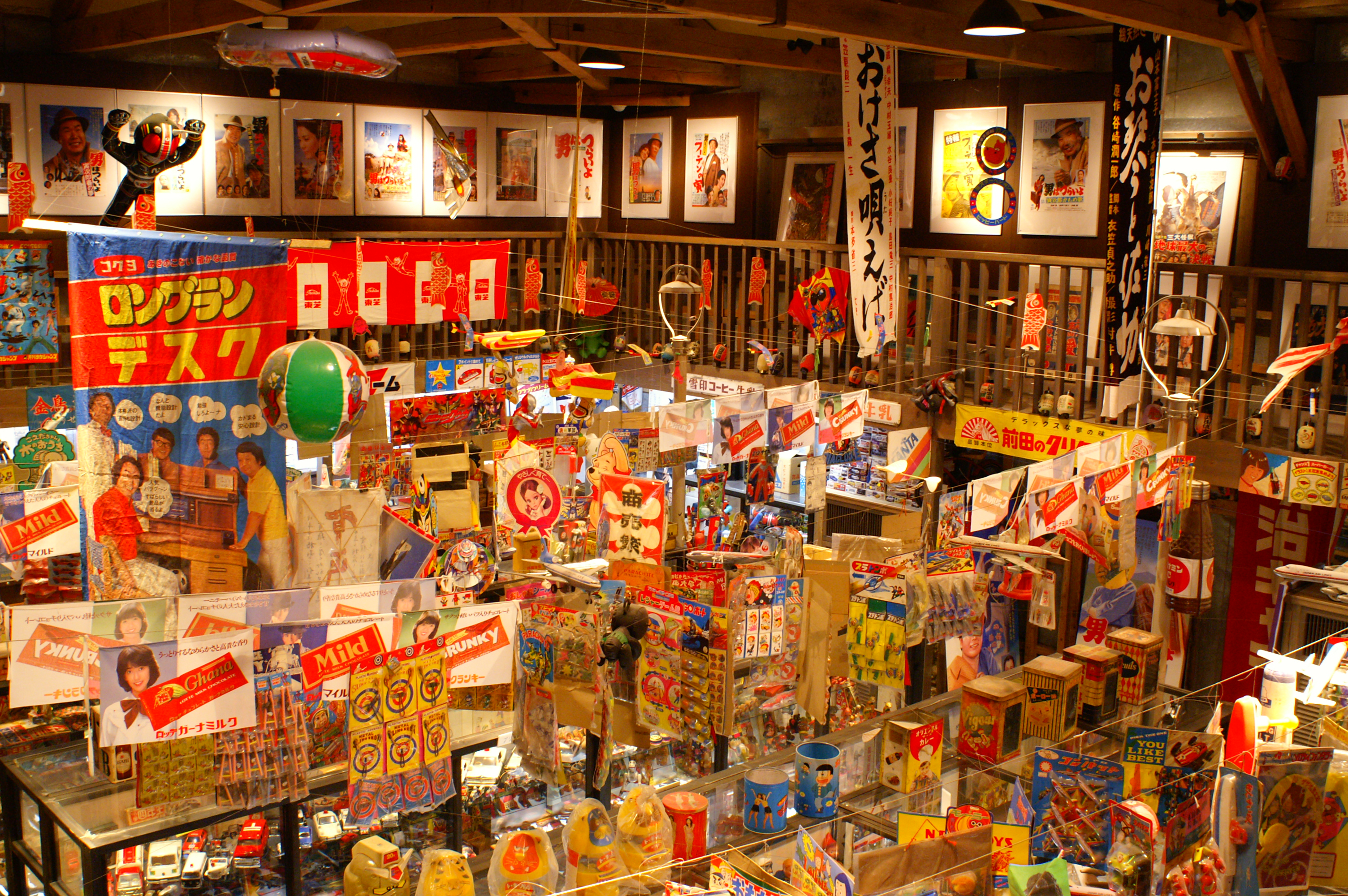
駄菓子屋の夢博物館

### 主な名所・旧跡等

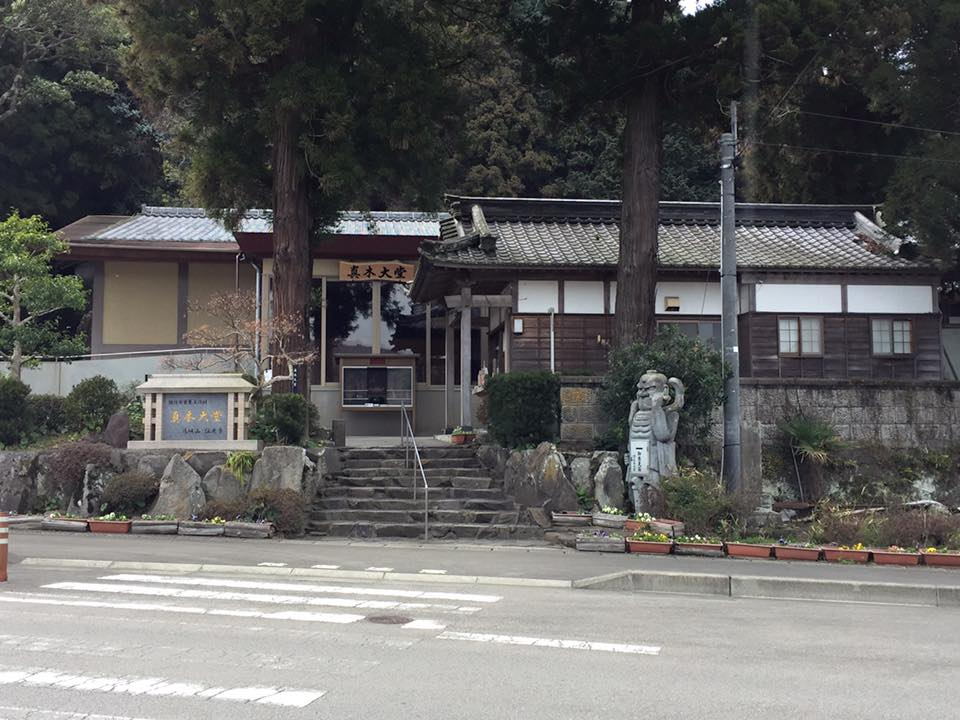
真木大堂

豊後高田市には、国東半島一帯に展開した六郷満山寺院が多く伝わっている。学問の寺院「本山」と修行の寺院「中山」に属する寺院が多い。
- 富貴寺 - 大堂は国宝大堂内の壁画、阿弥陀如来坐像は重要文化財境内は国の史跡。
- 長安寺 - 天台宗の寺院、重要文化財 木造太郎天及二童子立像、銅板法華経を所蔵。
- 真木大堂 - 木造阿弥陀如来坐像、木造四天王立像、木造不動明王立像、木造大威徳明王像はそれぞれ重要文化財。木造大威徳明王像は国内最大のもの。
- 熊野磨崖仏 - 重要文化財・国の史跡県下最古の大日如来と、県下最大級の不動明王の磨崖仏。史跡は鍋山磨崖仏・元宮磨崖仏と一括指定。
- 田染荘 - 重要文化的景観 小崎地区は中世の農村景観を今に伝えている。
- 天念寺 - 国の名勝 修正鬼会を執り行う重要無形民俗文化財。巨大な岩壁をくり抜いた岩屋にできた寺院。木造阿弥陀如来立像は重要文化財。長岩屋川には川中不動という磨崖仏がある。また御山に架けられた無明橋も有名。
- 無動寺 - 国の名勝 無動寺耶馬と呼ばれる巨大な岩壁を背負う寺院。
- 中山仙境（夷谷） - 国の名勝 瀬戸内海国立公園の一部。巨大な岩峰群の中にできた修行の道。

- 真玉海岸 - 夕陽の名所として知られる海岸。干潮時には干潟に縞模様の砂漣が現れる。
- 長崎鼻 - 市の最北部から細長く飛び出た小さな半島。菜の花と向日葵の名所。海蝕洞穴は県の天然記念物。
- 鬼城 - 瀬戸内海国立公園。岩山上の大きな穴に鬼が住んだという伝承がある。並石ダムのダム湖がある。
- くにさき六郷温泉 - 市内にある６つの温泉。

### 祭事・催事
- 修正鬼会（天念寺） - 重要無形民俗文化財。旧暦の１月７日に執り行われる。
- ホーランエンヤ
- 若宮八幡神社 (豊後高田市)#秋季大祭 - 裸祭り

## 著名な出身者

### 政治家
- 一松定吉（立憲民政党代議士、元逓信大臣、元厚生大臣、元建設大臣を歴任、名誉市民[7]）
- 安東九華（最初の国会議員の1人）
- 清末新郎治（貴族院多額納税者議員）
- 鬼丸義斎（初代弾劾裁判所裁判長）
- 佐々木敏夫（豊後高田市長）
- 永松博文（元豊後高田市長）

### 戦国武将
- 吉弘統幸（大友家臣。石垣原の戦いが有名。）
- 立花宗茂（初代柳川藩主。）
- 高橋紹運（大友家臣。岩屋城の戦いが有名。）
- 吉弘鑑理（大友家臣。三老の1人。）

### 学者
- 賀来飛霞（本草学者）
- 鴛海量容（漢学者・教育者、涵養舎の創設者）
- 安田幹太（元八幡大学学長・民法学者）

### 文化人
- 吉原真龍（浮世絵画家）
- 片多徳郎（西洋画家）
- 江口章子（詩人、北原白秋の妻）
- 方倉陽二（漫画家）
- 石井均（芸能人）
- 早田剛（俳優）
- 是永巧一（ギタリスト、レベッカの元サポートギタリスト）
- 瀬々敬久（映画監督、脚本家）
- 今成佳奈（シンガーソングライター）
- 安部真知（舞台美術家。作家・安部公房の妻）
- 是永瞳（女優）

### アナウンサー
- 野間洋子 (元テレビ大分アナウンサー）
- 河野行恵（テレビ新広島アナウンサー、元山形テレビアナウンサー）

### スポーツ選手
- 笹原廣喜（北京パラリンピック車いすマラソン銀メダリスト）
- 金田政彦（元プロ野球選手、東北楽天ゴールデンイーグルス）
- 田﨑昌弘（元プロ野球選手、西武ライオンズなど）
- 水江正臣 （元プロ野球選手、ヤクルトスワローズなど)
- 成重春生 （元プロ野球選手、ロッテオリオンズなど)

### 軍人
- 金谷範三（陸軍大将、参謀総長、涵養舎（草地）出身）
- 南次郎（陸軍大将、陸軍大臣、朝鮮総督、満洲事変勃発時の陸軍大臣）
- 藤田信雄（日本で唯一米国本土を爆撃した人物）

## 郵便番号
- 豊後高田郵便局：879-06xx、879-07xx、879-08xx
- 真玉郵便局：872-11xx
- 香々地郵便局：872-12xx